# Zamandosi Cele
Zamandosi Cele (26 de dezembro de 1990) é uma futebolista profissional sul-africana que atua como defensora.

## Carreira
Zamandosi Cele fez parte do elenco da Seleção Sul-Africana de Futebol Feminino, nas Olimpíadas de 2012. 